# Pierre Gobert

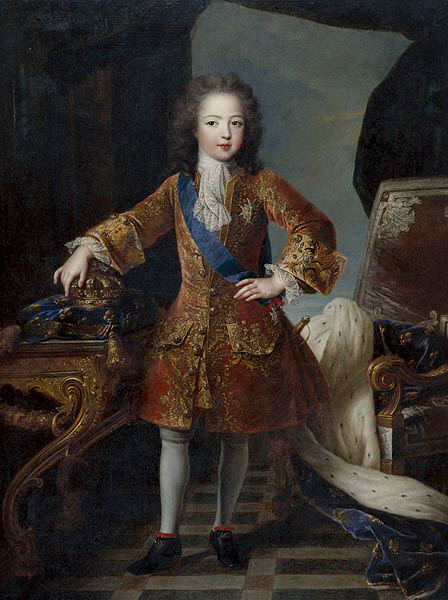
Luigi XV ritratto da Gobert.

Pierre Gobert (Fontainebleau, 1º gennaio 1662 – Parigi, 13 febbraio 1744) è stato un pittore francese.

## Biografia
Pierre, nato a Fontainebleau, era figlio di Jean II Gobert, di professione scultore. Il 31 dicembre 1701 Pierre entrò come ritrattista nella Académie royale de peinture et de sculpture, l'accademia reale d'arte di Parigi. Durante il regno di Luigi XIV, il Re Sole, divenne il pittore preferito delle dame di Versailles. In quegli anni Gobert fu soprattutto ritrattista, concentrandosi nella realizzazione di numerosi ritratti di personaggi in vista del regno. Si occupò anche di soggetti mitologici.
Realizzò un ritratto di Luigi XV bambino e di sua moglie, la regina di origini polacche Maria Leszczyńska.

## Ritratti
Ritratti alla famiglia dei Borbone-Francia 
| Nome                                                                     | Immagine |
| ------------------------------------------------------------------------ | -------- |
| Luigi di Borbone-Francia                                                 |          |
| Maria Anna di Borbone-Francia                                            |          |
| Maria Anna di Borbone-Francia (II)                                       |          |
| Maria Anna di Borbone-Francia (III)                                      |          |
| Francesca Maria di Borbone-Francia                                       |          |
| Francesca Maria di Borbone-Francia (II)                                  |          |
| Francesca Maria di Borbone-Francia (III)                                 |          |
| Francesca Maria di Borbone-Francia (IV)                                  |          |
| Francesca Maria di Borbone-Francia (V)                                   |          |
| Francesca Maria di Borbone-Francia (VI)                                  |          |
| Francesca Maria di Borbone-Francia (VII)                                 |          |
| Francesca Maria di Borbone-Francia (VIII)                                |          |
| Francesca Maria di Borbone-Francia (IX)                                  |          |
| Luisa Francesca di Borbone-Francia                                       |          |
| Luisa Francesca di Borbone-Francia (II)                                  |          |
| Luisa Francesca di Borbone-Francia (III)                                 |          |
| Luisa Francesca di Borbone-Francia (IV)                                  |          |
| Luisa Francesca di Borbone-Francia (V)                                   |          |
| Luisa Francesca di Borbone-Francia (VI)                                  |          |
| Luisa Francesca di Borbone-Francia e Francesca Maria di Borbone-Francia  |          |
| Carlo di Borbone-Francia                                                 |          |
| Luigi XV di Francia                                                      |          |
| Luigi XV di Francia (II)                                                 |          |
| Luigi XV di Francia (III)                                                |          |
| Luigi XV di Francia (IV)                                                 |          |
| Luigi XV di Francia (V)                                                  |          |
| Luigi XV di Francia (VI)                                                 |          |
| Maria Luisa di Borbone-Francia                                           |          |
| Luisa Elisabetta di Borbone-Francia e Enrichetta Anna di Borbone-Francia |          |

 Ritratti alla famiglia dei Borbone-Orléans 
| Nome                                                                   | Immagine |
| ---------------------------------------------------------------------- | -------- |
| Anna Maria di Borbone-Orléans                                          |          |
| Elisabetta Carlotta di Borbone-Orléans                                 |          |
| Elisabetta Carlotta di Borbone-Orléans (II)                            |          |
| Elisabetta Carlotta di Borbone-Orléans (III)                           |          |
| Elisabetta Carlotta di Borbone-Orléans (IV)                            |          |
| Elisabetta Carlotta di Borbone-Orléans (V)                             |          |
| Elisabetta Carlotta di Borbone-Orléans (VI)                            |          |
| Elisabetta Carlotta di Borbone-Orléans (VII)                           |          |
| Elisabetta Carlotta di Borbone-Orléans (VIII)                          |          |
| Elisabetta Carlotta di Borbone-Orléans (IX)                            |          |
| Elisabetta Carlotta di Borbone-Orléans e Filippo II di Borbone-Orléans |          |
| Maria Luisa Elisabetta di Borbone-Orléans                              |          |
| Maria Luisa Elisabetta di Borbone-Orléans (II)                         |          |
| Maria Luisa Elisabetta di Borbone-Orléans (III)                        |          |
| Maria Luisa Elisabetta di Borbone-Orléans (IV)                         |          |
| Maria Luisa Elisabetta di Borbone-Orléans (V)                          |          |
| Maria Luisa Elisabetta di Borbone-Orléans (VI)                         |          |
| Maria Luisa Elisabetta di Borbone-Orléans (VII)                        |          |
| Maria Luisa Elisabetta di Borbone-Orléans (VIII)                       |          |
| Maria Luisa Elisabetta di Borbone-Orléans (IX)                         |          |
| Maria Luisa Elisabetta di Borbone-Orléans (X)                          |          |
| Luisa Adelaide di Borbone-Orléans                                      |          |
| Luisa Adelaide di Borbone-Orléans (II)                                 |          |
| Luisa Adelaide di Borbone-Orléans (III)                                |          |
| Luisa Adelaide di Borbone-Orléans (IV)                                 |          |
| Luisa Adelaide di Borbone-Orléans (V)                                  |          |
| Filippina Elisabetta di Borbone-Orléans                                |          |
| Filippina Elisabetta di Borbone-Orléans (II)                           |          |
| Luisa Diana di Borbone-Orléans                                         |          |
| Luisa Diana di Borbone-Orléans (II)                                    |          |
| Luisa Diana di Borbone-Orléans (III)                                   |          |
| Luisa Diana di Borbone-Orléans (IV)                                    |          |
| Carlotta Aglaia di Borbone-Orléans                                     |          |
| Carlotta Aglaia di Borbone-Orléans (II)                                |          |
| Carlotta Aglaia di Borbone-Orléans (III)                               |          |
| Carlotta Aglaia di Borbone-Orléans (IV)                                |          |
| Carlotta Aglaia di Borbone-Orléans (V)                                 |          |
| Carlotta Aglaia di Borbone-Orléans (VI)                                |          |
| Carlotta Aglaia di Borbone-Orléans (VII)                               |          |
| Luisa Elisabetta di Borbone-Orléans                                    |          |
| Luigi di Borbone-Orléans e Francesca Maria di Borbone-Francia          |          |

 Ritratti alla famiglia dei Lorena 
| Nome                                                     | Immagine |
| -------------------------------------------------------- | -------- |
| Susanna Enrichetta di Lorena                             |          |
| Elisabetta Teresa di Lorena                              |          |
| Elisabetta Teresa di Lorena (II)                         |          |
| Elisabetta Teresa di Lorena (III)                        |          |
| Francesco Stefano di Lorena                              |          |
| Francesco Stefano di Lorena (II)                         |          |
| Anna Carlotta di Lorena                                  |          |
| Anna Carlotta di Lorena (II)                             |          |
| Leopoldo Clemente di Lorena                              |          |
| Leopoldo Clemente di Lorena (II)                         |          |
| Carlo Alessandro di Lorena                               |          |
| Carlo Alessandro di Lorena (II)                          |          |
| Carlo Alessandro di Lorena (III)                         |          |
| Luigi di Lorena                                          |          |
| Elisabetta Carlotta di Borbone-Orléans e Luigi di Lorena |          |

 Ritratti alla famiglia dei Borbone-Condé 
| Nome                                                                   | Immagine |
| ---------------------------------------------------------------------- | -------- |
| Luigi IV Enrico di Borbone-Condé                                       |          |
| Luigi IV Enrico di Borbone-Condé (II)                                  |          |
| Anna Maria Vittoria di Borbone-Condé                                   |          |
| Anna Maria Vittoria di Borbone-Condé (II)                              |          |
| Luisa Benedetta di Borbone-Condé                                       |          |
| Luisa Benedetta di Borbone-Condé (II)                                  |          |
| Luisa Benedetta di Borbone-Condé (III)                                 |          |
| Luisa Benedetta di Borbone-Condé (IV)                                  |          |
| Luisa Elisabetta di Borbone-Condé                                      |          |
| Luisa Elisabetta di Borbone-Condé (II)                                 |          |
| Luisa Anna di Borbone-Condé                                            |          |
| Luisa Anna di Borbone-Condé (II)                                       |          |
| Luisa Anna di Borbone-Condé (III)                                      |          |
| Luisa Anna di Borbone-Condé (IV)                                       |          |
| Luisa Anna di Borbone-Condé (V)                                        |          |
| Maria Anna di Borbone-Condé                                            |          |
| Maria Anna di Borbone-Condé (II)                                       |          |
| Maria Anna di Borbone-Condé (III)                                      |          |
| Enrichetta Luisa di Borbone-Condé                                      |          |
| Luisa Francesca di Borbone-Francia e Enrichetta Luisa di Borbone-Condé |          |
| Elisabetta Alessandrina di Borbone-Condé                               |          |

 Ritratti alla famiglia dei Borbone-Conti 
| Nome                              | Immagine |
| --------------------------------- | -------- |
| Luigi Francesco di Borbone-Conti  |          |
| Maria Anna di Borbone-Conti       |          |
| Maria Anna di Borbone-Conti (II)  |          |
| Maria Anna di Borbone-Conti (III) |          |
| Maria Anna di Borbone-Conti (IV)  |          |
| Maria Anna di Borbone-Conti (V)   |          |
| Luisa Adelaide di Borbone-Conti   |          |

 Ritratti alla famiglia dei Savoia 
| Nome                                    | Immagine |
| --------------------------------------- | -------- |
| Maria Luisa di Savoia                   |          |
| Maria Adelaide di Savoia                |          |
| Maria Adelaide di Savoia (II)           |          |
| Maria Adelaide di Savoia (III)          |          |
| Maria Adelaide di Savoia (IV)           |          |
| Maria Adelaide di Savoia (V)            |          |
| Maria Adelaide di Savoia (VI)           |          |
| Maria Adelaide di Savoia (VII)          |          |
| Maria Adelaide di Savoia (VIII)         |          |
| Maria Adelaide di Savoia (IX)           |          |
| Maria Adelaide di Savoia (X)            |          |
| Maria Adelaide di Savoia (XI)           |          |
| Maria Adelaide di Savoia (XII)          |          |
| Maria Adelaide di Savoia (XIII)         |          |
| Maria Adelaide di Savoia (XIV)          |          |
| Maria Adelaide di Savoia (XV)           |          |
| Maria Adelaide di Savoia (XVI)          |          |
| Maria Adelaide di Savoia (XVII)         |          |
| Maria Adelaide di Savoia e i suoi figli |          |

 Ritratti alla famiglia dei Palatinato-Simmern 
| Nome                              | Immagine |
| --------------------------------- | -------- |
| Anna del Palatinato-Simmern       |          |
| Anna del Palatinato-Simmern (II)  |          |
| Anna del Palatinato-Simmern (III) |          |

 Ritratti alla famiglia dei Rohan-Soubise 
| Nome                      | Immagine |
| ------------------------- | -------- |
| Carlotta di Rohan-Soubise |          |

 Ritratti alla famiglia dei Leszczyński 
| Nome                              | Immagine |
| --------------------------------- | -------- |
| Maria Leszczyńska di Polonia      |          |
| Maria Leszczyńska di Polonia (II) |          |

 Ritratti alla famiglia degli Assia-Rotenburg 
| Nome                                       | Immagine |
| ------------------------------------------ | -------- |
| Carolina d'Assia-Rheinfels-Rotenburg       |          |
| Carolina d'Assia-Rheinfels-Rotenburg (II)  |          |
| Carolina d'Assia-Rheinfels-Rotenburg (III) |          |
| Carolina d'Assia-Rheinfels-Rotenburg (IV)  |          |

 Ritratti alla famiglia dei Grimaldi 
| Nome                                      | Immagine |
| ----------------------------------------- | -------- |
| Luisa Ippolita Grimaldi                   |          |
| Luisa Ippolita Grimaldi (II)              |          |
| Carlotta Grimaldi                         |          |
| Carlotta Grimaldi (II)                    |          |
| Luisa Ippolita Grimaldi e la sua famiglia |          |

 Ritratti alla famiglia dei Brunswick-Lüneburg 
| Nome                                     | Immagine |
| ---------------------------------------- | -------- |
| Guglielmina Amalia di Brunswick-Lüneburg |          |

 Ritratti alla famiglia dei Baden-Baden 
| Nome                   | Immagine |
| ---------------------- | -------- |
| Augusta di Baden-Baden |          |

 Ritratti alla famiglia dei Borbone-Spagna 
| Nome                                      | Immagine |
| ----------------------------------------- | -------- |
| Marianna Vittoria di Borbone-Spagna       |          |
| Marianna Vittoria di Borbone-Spagna (II)  |          |
| Marianna Vittoria di Borbone-Spagna (III) |          |

 Ritratti alla famiglia dei Noailles 
| Nome                            | Immagine |
| ------------------------------- | -------- |
| Marie Victoire de Noailles      |          |
| Marie Victoire de Noailles (II) |          |

 Altri ritratti 
| Nome                                              | Immagine |
| ------------------------------------------------- | -------- |
| Louise Bernardine de Durfort de Duras             |          |
| Anne Marguerite de Lignéville                     |          |
| Armande Félice de Mazarin                         |          |
| Anne Marguerite Gabrielle de Beauveau-Craon       |          |
| Anne Marguerite Gabrielle de Beauveau-Craon (II)  |          |
| Anne Marguerite Gabrielle de Beauveau-Craon (III) |          |
| Louise de Gondrin                                 |          |
| Catherine de La Boissière                         |          |
| Angélique Duparc                                  |          |
| Madame de Lambesque                               |          |
| ???                                               |          |
| ???                                               |          |
| ???                                               |          |
| ???                                               |          |
| ???                                               |          |
| ???                                               |          |
| ???                                               |          |
| ???                                               |          |
| ???                                               |          |
| ???                                               |          |
| ???                                               |          |
| ???                                               |          |